# Ringgold-Inseln
Die Ringgold-Inseln sind eine Inselgruppe nordöstlich von Vanua Levu. Sie gehören geografisch zu den Fidschi-Inseln und politisch zur Inselrepublik Fidschi, genauer zur Provinz Cacaudrove, Distrikt Laucala. Die größte Insel ist Quelelevu, auch Naqelelevu genannt. Nur zwei Inseln sind bewohnt: Quelelevu und die zum Budd-Riff gehörende Insel Yanuca. Der Archipel ist benannt nach Lieutenant Commander (später Rear Admiral) Cadwallader Ringgold (1802–1867), dem Kommandanten der USS Porpoise, einem Schiff der United States Exploring Expedition von Charles Wilkes.

## Geografie
Die Ringgold-Inseln bilden nicht nur den nordöstlichen Ausläufer der Fidschi-Gruppe, sondern sie sind gleichzeitig auch der östlichste Archipel Melanesiens. Am Ostende der Insel Qelelevu steht ein 27 m hoher Leuchtturm in Stahlskelettbauweise, der die äußerste Nordostecke des Fiji-Archipels markiert. Die Gruppe der Ringgold-Inseln umfasst sowohl Atollinseln (Motu) aus Korallensand und -trümmern als auch drei gehobene Atolle: Quelelevu, Tauraria und Taininbeka. Die kreisrunde, dicht bewachsene Insel Cobia ist vulkanischen Ursprunges, der Überrest eines Vulkankraters, dessen Nordostseite zum Meer hin offen ist.
Die Ringgold-Inseln liegen im Bereich tropischer Wirbelstürme. Im März 2010 richtete der Zyklon Tomas auf Quelelevu erhebliche Schäden an.

### Inseln
- Cakau Matacucu (unbewohnt)
- Nanuku Levu (unbewohnt)
- Nukubalati und Nukupureti, auch Nukubasaga oder Nukumbasaga (unbewohnt)
- Qelelevu oder Naqelelevu, auch Nggelelevu (bewohnt)
- Tauraria und Taininbeka, auch Tui-ni-beka, unbewohnte Nebeninseln von Quelelevu
- Vetauua (unbewohnt)
- Raranitiqa (unbewohnt)
- Tovuka (unbewohnt)
- Cacau Vucovuco, auch Vucovuco (unbewohnt)
- Nukusemanu (unbewohnt)
- Cobia (unbewohnt)
- Yanuca, auch Yanuka-ni-beka (bewohnt)
- Yavu (unbewohnt)
- Maqewa, auch Manggewa (unbewohnt)
- Beka (unbewohnt)
- Mota Levu (unbewohnt)

Die Budd-, Nukusemanu- und Heemskercq (auch Heemskerk)-Riffe sind Untergruppen der Ringgold-Inseln.

## Flora
Die meisten kleineren Inseln tragen eine struppige, mehr oder weniger geschlossene Buschvegetation, mit einer geringen Biodiversität. Bislang gibt es nur eine empirische Untersuchung der Flora der Ringgoldinseln, deren Schwerpunkt auf der Insel Quelelevu liegt. Arthur Whistler, Professor für Biologie an der University of the South Pacific, unterscheidet vier Vegetationszonen:

### Strandzone
Die Strandzone umfasst einen schmalen Geländestreifen, der sich unmittelbar an die Strände anschließt. Hier findet man die zu den Apocynaceae zählende Neisosperma oppositifolium, die im Südpazifik häufige Pisonia grandis, Guettarda speciosa, die auch auf den Cookinseln und Samoa verbreitet ist, sowie als Pionierpflanze die Strandwinde Ipomoea pes-caprae.

### Waldregion
In der bewaldeten Region zur Mitte der Insel dominieren die an kalkhaltige Böden angepassten Büsche und niedrig wachsenden Bäume. Es ist ein offener, mesophytischer Wald entstanden mit den häufigsten Arten: Dysoxylum richii, dem Ebenholzbaum (Dyospyros samoensis), Mammea odorata und verschiedenen Feigenarten (Ficus sp.).

### Mangrovenwald
Einige Küstenbereiche sowie die Ufer von drei kleinen Brackwasserseen – zwei im südlichen und einer im westlichen Bereich von Quelelevu – sind dicht mit Mangrovenwald bewachsen. Die dominierenden Arten sind: Rhizophora mucronata, Bruguiera gymnorrhiza und Xylocarpus granatum.

### Ruderalvegetation
Erosionsprozesse auf der Insel Quelelevu haben zum Entstehen von „Talasiqa“ (gesprochen: Talasinga, ein Fidschi-Ausdruck für sonnenverbranntes Land) geführt, das sind semiaride Flächen als Folge umfangreicher Brandrodungen in der Frühgeschichte der Insel. In anderen Bereichen hat sich Sekundärvegetation ausgebreitet. Zu den heute dort vorkommenden Pflanzen gehören vom Menschen angepflanzte Kokospalmen (Cocos nucifera), Glochidion concolor, Dendrocnide harveyi und robuste Grasarten wie Sporobolus indicus und das Lampenputzergras Pennisetum polystachyum.

## Fauna
Im Jahr 1984 erkundete Fergus Clunie, vormaliger Direktor des Fidschi-Museums in Suva, die Insel Quelelevu mit den Nebeninseln Tauraria und Taininbeka und dokumentierte eine bedeutende Population von Seevögeln mit Brutkolonien. Die häufigsten Arten waren Rotfußtölpel (Sula sula), Weißbauchtölpel (Sula leucogaster) und Noddis (Anous stolidus).
In den Gewässern um die Ringgold-Inseln kommen Buckelwale vor. Auf einigen unbewohnten Inseln legen Echte Karettschildkröten (Eretmochelys imbricata) und Grüne Meeresschildkröten (Chelonia mydas) ihre Eier ab.

## Geschichte

### Frühgeschichte
Die archäologische Exploration der Ringgold-Inseln beschränkt sich bislang auf eine Expedition unter der Leitung von Christophe Sand vom „Institut d'archéologie de la Nouvelle-Calédonie et du Pacifique“, die, neben der Insel Cikobia, auch die Insel Quelelevu umfasste. Sand teilt die Frühgeschichte in drei Phasen ein:
Frühe Besiedlungsphase
Die Initialbesiedlung erfolgte wahrscheinlich im frühen ersten Jahrtausend vor Christus, wie man aufgrund eines archäologischen Horizontes, der auf 785 v. Chr. datiert wurde, vermuten darf. Die Siedlung wurde im Südwesten der Insel an geschützter Stelle in Strandnähe an der Lagunenseite angelegt. Sie hatte Zugang zu den Fischgründen und verfügte über Gartenland. In der Nähe der Siedlung wurde die Begräbnisstätte Nasavuti untersucht. Dort fanden sich Grabstätten mit niedrigen Umwallungen aus unbearbeiteten Kalksteinblöcken, sehr ähnlich den Grabanlagen der Insel Futuna. Bislang wurden auf keiner anderen Fidschi-Insel ähnliche Begräbnisformen beobachtet. Dies lässt frühe, direkte Kontakte zwischen Quelelevu und dem rund 600 km nordöstlich gelegenen Futuna vermuten.
Mittlere Phase
Die Siedlungsflächen lagen weiterhin im unmittelbaren Bereich der Küste, jedoch ist eine Ausweitung der Agrarflächen mit Spuren umfangreicher Kultivierung nachweisbar. Die Siedler haben größere Areale von Kalksteinbrocken gesäubert und daraus Schutzwälle als Begrenzung und Windschutz für die Felder errichtet. Die Grabungsergebnisse deuten auf eine lang anhaltende, radikale Umformung der Umwelt hin. Dies lässt auf ein rapides Anwachsen der Bevölkerung schließen, mit einer weit höheren Bevölkerungsdichte als heute.
Späte prähistorische Phase
Die Entdeckung von aus unbearbeiteten Kalksteinblöcken errichteten Mauerresten, Gräben und Plattformen des befestigten Areales von Nukusewe, im Zentrum der Insel Quelelevu, lässt umfangreiche, kriegerische Konflikte in diesem Zeitabschnitt der Inselgeschichte vermuten.

### Entdeckungsgeschichte
Der niederländische Seefahrer Abel Tasman erkundete mit den Schiffen Heemskerk und Zeehaen vom 5. bis 8. Februar 1643 das Seegebiet der Fidschi-Inseln. Dabei entdeckte er auch die Ringgold-Inseln für Europa, ohne jedoch dort an Land zu gehen. Die Karte von Thomas Jefferys aus dem Jahr 1776 (Chart containing the greater part of the South Sea to the South of the Line), herausgegeben von Sayer und Bennett, London, zeigt die Ringgold-Inseln – recht ungenau – unter dem Namen „Heemskirk´s Shoals“.
Es ist möglich, wie Dr. Jennifer Gall von der National Library of Australia behauptet, dass William Bligh nach der Meuterei auf der Bounty beim Durchqueren der Fidschi-Inseln mit dem Beiboot der Bounty die Ringgold-Inseln, zumindest die kleine Insel Mota Levu, gesehen hat. Sie ist auf Blighs handgezeichneter Karte unter dem Namen „East Island“ verzeichnet.
Der Archipel ist benannt nach Lieutenant Commander (ab 1866 Rear Admiral) Cadwallader Ringgold, dem Kommandanten der USS Porpoise, einem Schiff der United States Exploring Expedition (U.S.Ex.Ex) unter der Leitung von Charles Wilkes. Die U.S.Ex.Ex. war ein anspruchsvolles Multitasking-Unternehmen zur Erschließung des Pazifiks und der Antarktis. Ihr gehörten sechs Schiffe an, das eröffnete Wilkes die Möglichkeit, einzelne Schiffe für separate Unternehmungen auszusenden. Im April 1840 erhielt Ringgold den Befehl, mit der Porpoise die östlichen Fidschi-Inseln zu erkunden und nach der vermissten Besatzung eines havarierten Schiffes zu suchen. Ringgold ließ eine genaue Karte des durchquerten Seegebietes zeichnen.
Im Jahr 1924 suchte die Whitney South Sea Expedition unter der Leitung von Rollo Beck und Leonard C. Sanford einige der Ringgold-Inseln mit dem Schoner France auf, um Vogelbälge und Pflanzenproben für das American Museum of Natural History in New York City zu sammeln. Da die Forschungsergebnisse nur in Teilen veröffentlicht wurden, ist nicht mehr nachzuvollziehen, welche Inseln Beck und Sanford besucht haben.